# HMS Birmingham (1936)
HMS Birmingham – brytyjski krążownik lekki z okresu II wojny światowej, typu Southampton (1. grupy typu Town). Miał przydzielony znak taktyczny 19, późn. C19. Służył od 1937.

## Budowa
Okręt zamówiono 1 marca 1935. Stępkę pod budowę położono w stoczni marynarki wojennej Devonport w Plymouth w Anglii 18 lipca 1935, kadłub wodowano 1 września 1936. Okręt wszedł do służby 18 listopada 1937. Był drugim okrętem o tej nazwie, od angielskiego miasta Birmingham, po krążowniku z I wojny światowej.